# سیندرلا (فیلم ۱۳۸۰)
سیندرلا فیلمی به کارگردانی بیژن بیرنگ و مسعود رسام محصول سال ۱۳۸۰ است. قسمت هایی از لوکیشن این فیلم در شهر گرمدره ساخته شده است 

## خلاصه داستان
رضی پس از ازدواج با گلی به منظور تهیه منزل مسکونی با ماشین کوچک خود اقدام به حمل مجسمه می‌کند...

## بازیگران
- پوپک گلدره
- رامبد جوان
- فرهاد آئیش
- فرخ نعمتی
- زهره حمیدی
- سید جواد یحیوی
- رضا عطاران
- شقایق دهقان
- شقایق فراهانی
- فرهاد بشارتی
- مهرداد فلاحتگر